# Tambaú
Tambaú este un oraș în São Paulo (SP), Brazilia.